# Golf Digest

Le Golf Digest est une revue sportive mensuelle américaine spécialisée dans la couverture du golf.
Les grands professeurs américains y donnent leurs conseils de même que les meilleurs joueurs mondiaux. On retrouve dans chaque numéro des interviews avec les meilleurs golfeurs en tête de la liste annuelle des gains chez les boursiers professionnels. La revue est également reconnue pour ses classements annuels des 100 plus beaux terrains de golf aux États-Unis ("America's 100 Greatest Golf Courses") et à l'extérieur des États-Unis ("100 Best Golf Courses Outside the United States").